# Fernando Lamikiz Garai
Fernando Lamikiz Garai (Guernica, 31 de gener de 1959) és un advocat i economista basc, expresident de l'Athletic Club. Durant el seu mandat es va realitzar el polèmic fitxatge d'Iban Zubiaurre, i l'Athletic va viure el pitjor moment esportiu de tota la seva història, conegut com el bienni negre.

## Biografia
Soci del club des de 1982, va exercir el càrrec de secretari de l'Athletic des de 1994 fins a 2001. Va ser president de l'Athletic Club des que guanyà les eleccions al setembre de 2004 fins a la seva dimissió al setembre de 2006. Va substituir en el càrrec a Ignacio Ugartetxe, qui portava un any en el càrrec després de la defunció de Javier Uria al juny de 2003.
Una de les seves primeres mesures va ser suspendre l'acord amb el pintor i dissenyador Darío Urzay perquè l'equip utilitzés un polèmic uniforme (l'anomenada «samarreta quètxup», dissenyada per Urzay) en els partits UEFA. A l'any següent es va veure incapaç de renovar el contracte de Santi Ezquerro, una de les estrelles de la plantilla, i d'Ernesto Valverde, tècnic del primer equip. A més, va traspassar Asier del Horno al Chelsea FC per dotze milions d'euros. Una altra decisió polèmica va ser la d'inscriure l'equip en la Copa Intertoto de 2005, quelcom que no va agradar a cos tècnic ni a jugadors. A més, la seva nefasta gestió en el fitxatge d'Iban Zubiaurre, al juliol de 2005, quan tenia un any més de contracte amb la Reial Societat, va portar el club blanc-i-vermell a ser condemnat pel Tribunal Suprem a pagar cinc milions d'euros al club donostiarra.
Els resultats de la temporada 2005-2006 (dolents per al primer equip masculí, i mediocres per al femení), així com el mal inici de la temporada 2006-2007 van motivar fortes crítiques de gran part dels afeccionats que el van portar a presentar la seva dimissió el 27 de setembre de 2006, sent substituït per la seva vicepresidenta Ana Urquijo.

## Fitxatges durant el seu mandat
- 2005: Iban Zubiaurre.[9]
- 2006: Aritz Aduriz, Josu Sarriegi, Igor Gabilondo, Álex García i Javi Martínez.[10][11][12]